# Élections législatives de 1956 dans l'Hérault
Les élections législatives françaises de 1956 se tiennent le 2 janvier. Ce sont les dernières élections législatives de la Quatrième république, après les élections de novembre 1946 et de juin 1951.

## Mode de scrutin
L'Assemblée nationale est composée de 626 sièges pourvus au scrutin proportionnel plurinominal suivant la règle de la plus forte moyenne dans le cadre départemental, sans panachage.
Le vote préférentiel est admis, en inscrivant un numéro d'ordre en face du nom d'un, de plusieurs ou de tous les candidats de la liste. Mais l'ordre ne pourra être modifié que si au moins la moitié des suffrages portés sur la liste est numéroté. Dans les faits les modifications ne dépasseront jamais les 7%.
La loi électorale du 7 mai 1951, dite loi des apparentements, reste en vigueur. Elle permet à la base une répartition des sièges à la représentation proportionnelle dans le département, mais si des listes « apparentées » avant le déroulement du scrutin obtiennent ensemble une majorité absolue de suffrages exprimés, elles reçoivent directement tous les sièges à pourvoir.
Dans le département de l'Hérault, six députés sont à élire.

## Élus
| Député sortant    | Parti | Parti   | Député élu ou réélu | Parti | Parti   |
| ----------------- | ----- | ------- | ------------------- | ----- | ------- |
| Jules Moch        |       | SFIO    | Jules Moch          |       | SFIO    |
| Madeleine Laissac |       | SFIO    | Raoul Calas         |       | PCF     |
| Léon Jean         |       | SFIO    | René Pagès          |       | PCF     |
| Vincent Badie     |       | Rad-soc | Vincent Badie       |       | Rad-soc |
| Paul Coste-Floret |       | MRP     | Paul Coste-Floret   |       | MRP     |
| Louis Delbez      |       | CNIP    | Mathieu Teulé       |       | UFF     |

## Résultats

### Résultats à l'échelle du département
- Un apparentement de type Front Républicain est concrétisé entre les listes SFIO et UDSR.
- Un apparentement est conclu en soutien à la majorité sortante, entre les listes MRP, Rad-soc-RGR et CNIP.
- Un autre apparentement regroupe les deux listes poujadistes.

| Parti    | Parti         | Tête de liste     | Résultats | Résultats | Appar. | Appar. | Sièges |
| Parti    | Parti         | Tête de liste     | Voix      | %         | Voix   | %      | Nb.    |
| -------- | ------------- | ----------------- | --------- | --------- | ------ | ------ | ------ |
|          | PCF           | Raoul Calas       | 70 579    | 30,66     | -      | -      | 2 2    |
|          | MRP           | Paul Coste-Floret | 54 043    | 23,47     | 20 861 | 9,06   | 1      |
|          | Rad-soc       | Vincent Badie     | 54 043    | 23,47     | 17 413 | 7,56   | 1      |
|          | CNIP          | François Delmas   | 54 043    | 23,47     | 15 769 | 6,85   | - 1    |
|          | UFF           | Mathieu Teulé     | 52 067    | 22,61     | 36 073 | 15,67  | 1 1    |
|          | Déf. int agri | Jean Carratie     | 52 067    | 22,61     | 15 994 | 6,95   | -      |
|          | SFIO          | Jules Moch        | 44 028    | 19,12     | 38 483 | 16,71  | 1 2    |
|          | UDSR          | Gaston Escarguel  | 44 028    | 19,12     | 5 545  | 2,41   | -      |
|          | G. ind-JR     | Paul Boulet       | 6 012     | 2,61      | -      | -      | -      |
|          | Rép. soc      | André Valabrègue  | 2 181     | 0,95      | -      | -      | -      |
|          |               |                   |           |           |        |        |        |
| Inscrits | Inscrits      | Inscrits          | 290 828   | 100,00    |        |        | 6      |
| Votants  | Votants       | Votants           | 234 333   | 80,58     |        |        |        |
| Exprimés | Exprimés      | Exprimés          | 230 240   | 98,25     |        |        |        |